# اندیس چشمه قیری دهلران
چشمه قیری دهلران یک اندیس غیرفلزی است که در حوالی شهر دهلران استان ایلام قرار دارد و مادهٔ معدنی موجود در آن، بیتومن است.  